# Rampura (Uttar Pradesh)
Rampura es un pueblo y nagar Panchayat situado en el distrito de Jalaun en el estado de Uttar Pradesh (India). Su población es de 12944 habitantes (2011). 

## Demografía
Según el censo de 2011 la población de Nadigaon era de 12944 habitantes, de los cuales 6943 eran hombres y 6001 eran mujeres. Rampura tiene una tasa media de alfabetización del 73,94%, superior a la media estatal del 67,68%: la alfabetización masculina es del 82,98%, y la alfabetización femenina del 63,35%.